# Dorohusk-Osada
Dorohusk-Osada (prononciation : [dɔˈrɔxusk ɔˈsada]) est un village polonais de la gmina de Dorohusk dans le powiat de Chełm de la voïvodie de Lublin dans l'est de la Pologne, à la frontière avec l'Ukraine.

## Histoire
De 1975 à 1998, le village est attaché administrativement à la voïvodie de Chełm.

Depuis 1999, il fait partie de la voïvodie de Lublin.